# Géorgie durant la guerre de Sécession
Géorgie durant la guerre de Sécession est l'état de Géorgie aux États-Unis durant la guerre de Sécession américaine qui a opposé les États du Sud esclavagistes aux États du Nord abolitionnistes, entre 1861 et 1865.
La Géorgie est l'un des sept premiers États esclavagistes qui forment les États confédérés d'Amérique en février 1861, provoquant la guerre de Sécession. Le gouverneur de l'État, le démocrate Joseph E. Brown, veut lever des troupes localement pour être utilisées uniquement à la défense de la Géorgie, au mépris de Jefferson Davis qui veut les déployer sur d'autres fronts. Lorsque le blocus de l'Union empêche la Géorgie d'exporter son coton abondant en échange d'importations essentielles, Brown ordonne aux fermiers de produire plutôt des cultures vivrières, mais l'effondrement des systèmes de transports aboutit à des pénuries désespérées.
Il y a peu de combats en Géorgie jusqu'en septembre 1863, lorsque les confédérés commandés par Braxton Bragg défont William S. Rosecrans à Chickamauga Creek. En mai 1864, William T. Sherman commence à poursuivre les confédérés vers Atlanta, qu'il capture en septembre, en préalable à sa marche vers la mer. Cette campagne de six semaines détruit une grande partie de l'infrastructure civil de la Géorgie, écourtant résolument la guerre. Lorsque les nouvelles de la marche atteint l'armée de Robert E. Lee en Virginie, des régiments entiers de Géorgie désertent, pensant que leur présence chez eux est nécessaire. La bataille de Columbus (en), livrée sur la frontière de la Géorgie et de l'Alabama le 16 avril 1865 est reconnue selon certains critères comme la dernière bataille de la guerre.

## Sécession
En décembre 1860, le gouverneur de Géorgie Joseph E. Brown, un adepte passionné de l'esclavage et du droit des États du Sud, est d'avis que l'élection d'Abraham Lincoln, un républicain anti-esclavagiste, à la présidence des États-Unis aboutira à la fin de l'esclavage aux États-Unis. Il appelle les Géorgiens à résister aux interventions anti-esclavagistes, déclarant que l'échec à la faire résultera à l'émancipation de leurs esclaves :

« Quel sera le résultat de l'institution de l'esclavage, qui suivra la soumission à l'inauguration et l'administration de M. Lincoln en tant que président ... ce sera l'abolition totale de l'esclavage ... je ne doute pas, de plus, que cette soumission à l'administration de M. Lincoln aboutira à l'abolition finale de l'esclavge. Si nous échouons à résister maintenant, nous n'auront plus jamais la force de résister. »(pp145–159)

— Joseph E. Brown, lettre du 7 décembre 1860
Le mois suivant, en janvier 1861, la convention de Sécession de Géorgie édite une ordonnance de sécession, dans laquelle sont soulignées les causes qui motivent l'État à déclarer sa sécession de l'Union. L'ordonnance cite les opinions du président des États-Unis élu Abraham Lincoln et le parti républicain contre l'esclavage africain, le sentiment anti-esclavagiste dans les États libres du nord et le soutien perçu par les nordistes pour l'égalité des Afro-Américains comme des raisons de la déclaration de sécession de la Géorgie :

« Le peuple de Géorgie ayant dissous son lien politique avec le gouvernement des États-Unis d'Amérique, présente ... les causes qui ont conduit à la séparation. Au cours des dix dernières années, nous avons eu de nombreuses et sérieuses causes de plaintes contre nos États confédérés non esclavagistes, en ce qui concerne le sujet de l'esclavage africain. ... Le parti de Lincoln, appelé le parti républicain, sous son nom actuel et dont l'organisation est d'origine récente. Il admet être un parti anti-esclavagiste ... l'anti-esclavage est sa mission et son but. ... L'interdiction de l'esclavage dans les territoires, son hostilité partout, l'égalité des races noires et blanches ... ont été hardiment proclamés par ses dirigeants et applaudis par ses partisans. ... L'interdiction de l'esclavage dans les territoires est le principe cardinal de cette organisation. ... Ce sont les hommes qui disent que l'Union sera préservée. ... Telles sont les opinions et telles sont les pratiques du parti républicain ... si nous nous soumettons à eux, ce sera notre faute et non la leur. »

— Convention de sécession de Géorgie, Déclaration des causes de la sécession de la Géorgie du 29 janvier 1861
Lors d'un discours de février 1861 à la convention de Sécession de Virginie, le géorgien Henry Lewis Benning précise que la raison pour laquelle la Géorgie a déclaré la sécession de l'Union est due à « une conviction profonde de la part de la Géorgie, qu'une séparation du nord est la seule chose qui puisse empêcher l'émancipation de ses esclaves. »,(p62–75).
William L. Harris, un commissaire à la sécession du Mississippi, déclare lors d'une réunion de l'assemblée générale géorgienne que les républicains veulent appliquer « l'égalité entre les races blanches et nègres » et que la sécession est nécessaire pour que les États esclavagistes résistent à leurs efforts.
Les chefs religieux contemporains géorgiens soutiennent également l'esclavage. Un prédicateur géorgien condamne les républicains et les abolitionnistes, déclarant que leurs vues anti-esclavagistes sont contraires aux enseignements de la religion chrétienne, disant que les opinions de ces groupes sont « diamétralement opposées à la lettre et à l'esprit de la Bible et subversives la moralité, comme les pires délires de l'infidélité ».

### Front intérieur
Le gouverneur Joseph Emerson Brown, sécessionniste, dirige les efforts pour sortir l'État de l'Union et le faire entrer dans la Confédération. Croyant fermement aux droits des États, il défie les politiques de guerre du gouvernement confédéré. Il résiste à la conscription militaire confédéré et tente de garder autant de soldats dans l'État que possible pour combattre les forces d'invasion. Brown défie la presse confédérée d'animaux, de biens et d'esclaves. Plusieurs autres gouverneurs suivent son exemple. Pendant la guerre, la Géorgie envoie près de 100 000 hommes combattre pour la Confédération, pour la plupart dans les armées virginiennes. Malgré la sécession, beaucoup de citoyens du Nord de l'État restent loyaux à l'Union.

### Unionisme
Approximativement 5 000 Géorgiens servent dans l'Armée de l'Union dans des unités telles que le 1st Georgia Infantry Battalion (en), 1st Alabama Cavalry (en), et un nombre de régiments de l'est du Tennessee (en).
Le comté de Rabun en Géorgie en particulier, qui n'a pas déclaré la sécession de l'Union, est hautement unioniste, et est décrit par certains comme « étant une unité contre la sécession ». Un des résidents du comté rappelle en 1865 que « vous ne pouvez pas trouver un peuple qui était plus opposé à la sécession que les gens de notre comté », déclarant que « j'ai consulté le comté en 1860-61 moi-même et je sais qu'il n'y avait pas vingt hommes dans ce comté qui étaient en faveur de la sécession ».
Les lignes de démarcation sont souvent pas aussi claires qu'on les voit parfois dans le comté de Rabun au cours de cette période. Dans A Separate Civil War: Communities in Conflict in the Mountain South (en), Jonathan Dean Sarris examine les expériences du temps de guerre des comtés de Fannin et de Lumpkin. Dans ces deux comtés, les factions unioniste et confédérée se combattent brutalement directement dans le front intérieur entre 1861 et 1865. Sarris affirme qu'il existe un « réseau complexe de loyautés locales, régionales et nationales qui relient les sociétés pré-industrielles de montagne » et que ces loyautés sont parmi les principaux facteurs qui déterminent les tendances de ces villes de montagne(pp2). Le massacre de Madden Branch dans le comté de Fannin est l'une des nombreuses atrocités commises lorsque les comtés de montagne se sont divisés en factions pro et anti-confédérées. Le 29 novembre 1864, six Géorgiens essayant de s'enrôler dans l'armée américaine - Thomas Bell, Harvey Brewster, James T. Hughes, James B. Nelson, Elijah Robinson, Peter Parris et Wyatt J. Parton - sont exécutés par le tristement célèbre guérillero confédéré John P. Gatewood, « la bête aux cheveux longs et à la barbe rousse de Géorgie »(p679–710).
Bien que concentré dans les montagnes et les grandes villes, l'unionisme en Géorgie n'est pas limité à ces régions et peut être trouvé dans les régions à travers l'État.

### Restrictions de nourriture
À l'été 1861, le blocus naval de l'Union éteint virtuellement les exportations de coton et les importations de biens manufacturés. La nourriture qui arrive normalement par train des États du nord sont arrêtés. Le gouverneur et la législature implorent les planteurs de produire moins de coton et plus de nourriture. Les planteurs refusent d'abord parce qu'ils pensent que l'Union ne combattra pas ou ne pourra pas combattre. Les planteurs voient alors les prix du coton en Europe monter en flèche et ils espère que l'Europe interviendra rapidement et brisera le blocus. La législature impose des quotas de coton et rend la production excédentaire criminelle, mais les restrictions de nourriture continuent d'augmenter, spécialement dans les villes(p14-17, 22). Dans plus d'une douzaine de cas dans l'État, des femmes blanches et pauvres pillent des magasins et prennent les wagons de ravitaillement pour obtenir des denrées telles que du bacon, du maïs, de la farine, et du fil de coton(p49-83).
Dans quelques cas, les armées confédérées prennent par la force de la nourriture aux Géorgiens et aux Caroliniens du Sud. Le gouverneur géorgien regrette que de telles réquisitions de nourriture « sont ruineuses pour les personnes du nord-est de l'État »(p3).
Alors que les conditions intérieures s'aggravent à la fin de la guerre, les soldats désertent l'armée pour s'occuper de leurs fermes et de leurs familles.

### Déserteurs et gang
Au cours de la guerre, quelques Géorgiens se regroupent pour résister aux autorités confédérées. Certains sont des unionistes par conviction, mais d'autres sont hostiles à la conscription mise en place par le gouvernement confédéré. Les bandes de déserteurs étaient composées d'anciens soldats confédérés. Les gangs de déserteurs se composent de ceux qui se sont cachés lors de leur appel dans le cadre de la conscription. Les Géorgiens pro-confédérés se moquent souvent de ces groupes en tant que « Tories ». Certains groupes comprennent à la fois des déserteurs et des escrocs. Les montagnes de la Géorgie du nord constituent un endroit où beaucoup de ces groupes opèrent. D'autres opèrent dans les marais de la rivière Alapaha dans les comtés de Berrien, Coffee, Echols, et Irwin. Le marais d'Okefenokee est un autre endroit occupé par plusieurs forces anti-confédérées au cours de la guerre. Black Jack Island et Soldiers Camp Island sont deux endroits dans le marais où plus de 1 000 déserteurs se seraient cachés. En 1864, la région de Wiregrass (en) en Géorgie n'est plus contrôlée par le gouvernement confédéré en raison des gangs et des déserteurs.
Au même moment, l'arrière-pays des comtés de Pulaski, de Montgomery et de Telfair dans la région du Gum Swamp Creek (en), dans l'actuel comté de Dodge est devenu le foyer de groupes similaires(p222–223, 239, 276).

### Débat sur l'utilisation des esclaves comme soldats
Tard dans la guerre, quand on suggère que la Confédération utilise ses esclaves comme soldats, de nombreux journaux confédérés, comme l'« Atlanta Southern Confederacy » à Macon, s'opposent avec véhémence à l'idée d'hommes noirs armés dans l'armée confédérée, disant que c'était incongru avec les objectifs et les vues de la Confédération concernant les Afro-Américains et l'esclavage. Le journal déclare qu'utiliser des hommes noirs comme soldats serait un embarras pour les Confédérés et leurs enfants, disant que bien que les Afro-Américains devraient être utilisés pour le travail d'esclave, ils ne devraient pas être utilisés comme des soldats armés, indiquant que :

« Un tel acte de notre part serait un stigmate sur les pages impérissables de l'histoire, dont toutes les générations futures de Southrons auraient honte. Ce sont quelques-unes des considérations supplémentaires qui nous ont été suggérées. Mettons le nègre au travail, mais pas au combat. »

— Atlanta Southern Confederacy, 20 janvier 1865, Macon, Géorgie(p156–58)
Les confédérés géorgiens tels que le démocrate Howell Cobb, soutiennent le point de vue du journal de Macon, disant que les confédérés utilisant des soldats noirs sont « suicidaires » et vont à l'encontre de l'idéologie de la Confédération. S'opposant à un tel mouvement, Cobb déclare que les Afro-Américains sont indignes de confiance et manquent par nature des qualités nécessaires pour devenir de bons soldats, et que leur utilisation entraînerait beaucoup de confédérés à quitter l'armée :

« La proposition de faire des soldats de nos esclaves est l'idée la plus pernicieuse qui ait été suggérée depuis le début de la guerre. C'est pour moi une source de mortification profonde ... Vous ne pouvez pas faire des soldats d'esclaves, ni des esclaves de soldats. Dès que vous aurez recours à des soldats nègres, vos soldats blancs vous seront perdus ; et un secret de la faveur avec laquelle la proposition est reçue dans des parties de l'armée est l'espoir que quand les nègres entreront dans l'armée ils seront autorisés à se retirer... Vous ne pouvez pas faire confiance aux nègres ... Ne les armez pas ... Si les esclaves font de bons soldats, toute notre théorie de l'esclavage est fausse... Ils manquent de toutes les qualifications d'un soldat. »

— Howell Cobb, lettre à James A. Seddon, janvier 1865,,,.
Malgré ces protestations, une loi pour lever des troupes dans la population esclave est adoptée par le Congrès confédéré le 13 mars 1865. À la mi-avril, quelques postes de recrutement sont établis à Macon, en Géorgie, mais les résultats de ces efforts sont inconnus.

## Batailles en Géorgie
La Géorgie est relativement épargnée par la guerre jusqu'à la fin de 1863. Un total de près de 550 batailles et escarmouches ont lieu au sein de l'État, la majorité ayant eu lieu au cours des deux dernières années du conflit. La première grande bataille en Géorgie est une victoire confédérée à la bataille de Chickamauga en 1863, qui est la dernière grande victoire confédérée dans l'ouest. En 1864, les armées du général William T. Sherman envahissent la Géorgie dans le cadre de la campagne d'Atlanta. Le général confédéré Joseph E. Johnston combat lors d'une série de batailles, la plus importante étant la bataille de Kennesaw Mountain, essayant de retarder les armées de l'Union aussi longtemps que possible alors qu'il se retire vers Atlanta. Le remplaçant de Johnston, le général John Bell Hood, tente plusieurs contre-attaques infructueuses à la bataille de Peachtree Creek et à la bataille d'Atlanta, mais Sherman s'empare d'Atlanta le 2 septembre 1864.

### Liste des batailles livrées en Géorgie
- Bataille d'Adairsville
- Bataille d'Allatoona
- Bataille d'Atlanta
- Bataille de Brown's Mill (en)
- Bataille de Buck Head Creek (en)
- Bataille de Chickamauga
- Bataille de Columbus (en)
- Bataille de Dallas
- Première bataille de Dalton
- Seconde bataille de Dalton
- Bataille de Davis' Cross Roads
- Bataille d'Ezra Church
- Première bataille de Fort McAllister
- Seconde bataille de Fort McAllister
- Siège du Fort Pulaski
- Bataille de Griswoldville
- Bataille de Jonesborough
- Bataille de Kennesaw Mountain
- Bataille de Kolb's Farm
- Bataille de Lovejoy's Station
- Bataille de Marietta
- Bataille de New Hope Church
- Bataille de la Peachtree Creek
- Bataille de Pickett's Mill
- Bataille de Resaca
- Bataille de Ringgold Gap
- Bataille de Rocky Face Ridge
- Bataille d'Utoy Creek
- Battle of Waynesboro

## Campagne d'Atlanta
Le major-général William T. Sherman envahit la Géorgie depuis les environs de Chattanooga, dans le Tennessee, à partir de mai 1864, à laquelle s'oppose le général confédéré Joseph E. Johnston. L'armée de Tennessee de Johnston se retire vers Atlanta en raison des manœuvres de flanc successives du groupe d'armées de Sherman. En juillet, le président confédéré, Jefferson Davis remplace Johnston par John Bell Hood, plus agressif, qui commence à défier l'armée de l'Union dans une série d'assauts frontaux destructeurs. L'armée de Hood est finalement assiégée à Atlanta et la ville tombe le 2 septembre, ouvrant la voie à la marche de Sherman vers la mer et hâtant la fin de la guerre.

## Marche de Sherman vers la mer

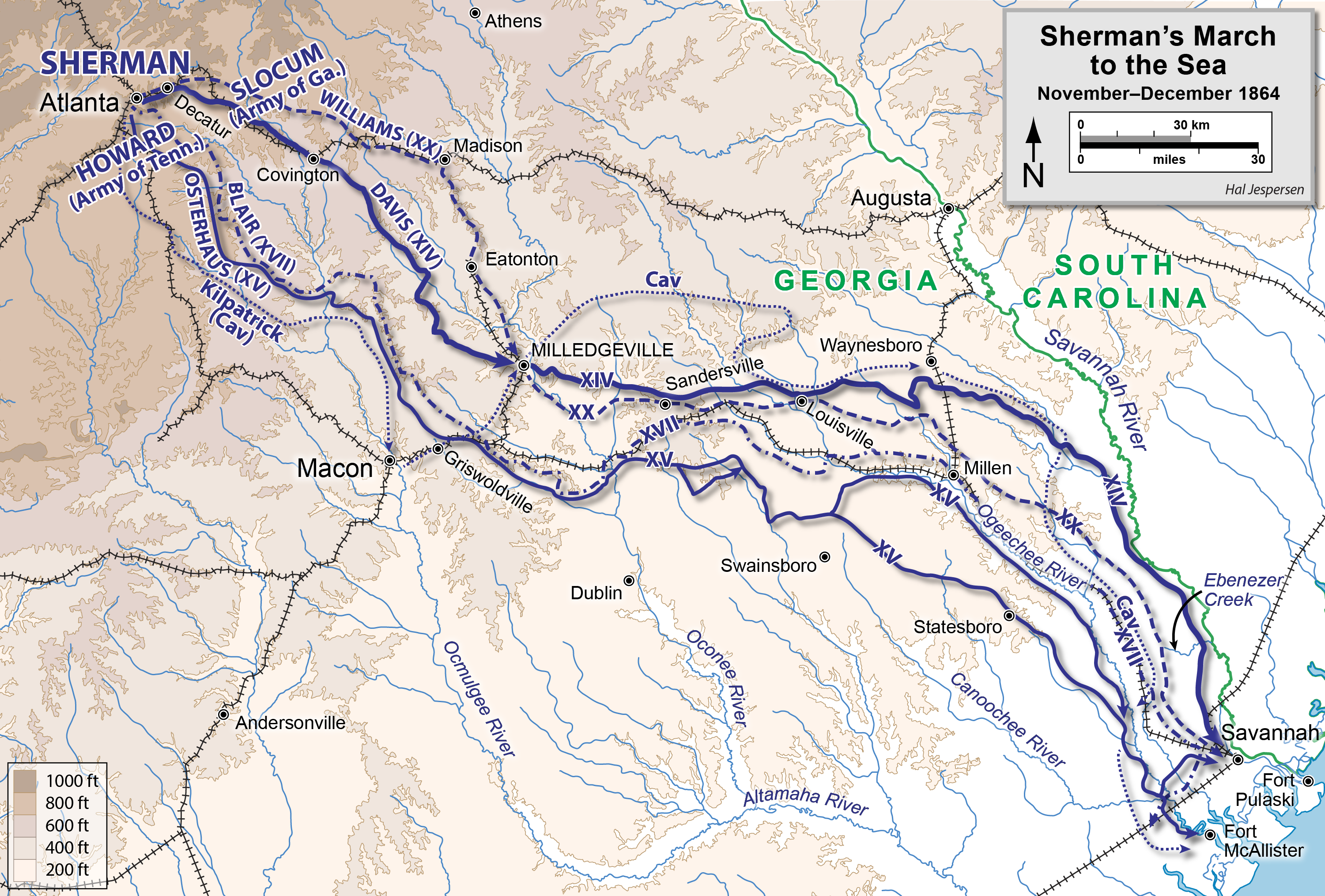
Une carte montrant la marche de Sherman vers la mer de novembre à décembre 1864.

En novembre 1864, Sherman dépouille son armée d'éléments non essentiels, incendie la ville d'Atlanta et la laisse aux Confédérés. Il commence sa fameuse marche vers la mer, vivant de la terre puis brûlant des plantations, détruisant des chemins de fer, tuant du bétail et libérant des esclaves. Des milliers d'esclaves échappés le suivent alors qu'il entre dans Savannah le 22 décembre. Après la perte d'Atlanta, le gouverneur retire la milice de l'État des forces confédérées pour faire les récoltes pour l'État et l'armée. La milice n'essaie pas d'arrêter Sherman(p207).
La marche de Sherman est dévastatrice pour la Géorgie et la Confédération en termes économique et psychologique. Sherman estime lui-même que la campagne a infligé des dommages de 100 millions de dollars (environ 1 635 millions de dollars actuels), dont environ un cinquième est « à notre avantage » alors que le reste est de la simple perte et destruction(p82). Son armée détruit 300 milles (483 km) de voies ferrées et de nombreux ponts et des kilomètres de lignes télégraphiques. Elle saisit 5 000 chevaux, 4 000 mules et 13 000 têtes de bétail. Elle confisque 9,5 millions de livres de maïs et 10,5 millions de livres de fourrage, et détruit des filatures et des moulins de coton non comptés(p309).
La campagne de guerre totale de Sherman s'étend aux civils géorgiens. En juillet 1864, pendant la campagne d'Atlanta, Sherman ordonne qu'environ 400 ouvriers de l'usine de Roswell, pour la plupart des femmes, soient arrêtés comme traîtres et expédiés comme prisonniers dans le Nord avec leurs enfants. Il y a peu de preuves que plus d'une poignée de femmes soient retournées chez elles.
Le souvenir de la marche de Sherman devient emblématique et central du « mythe de la cause perdue » et des Néo-confédéré (en). La crise est le cadre du roman de 1936 « Gone with the Wind » de Margaret Mitchell et du film de 1939 qui a suivi. Les plus importantes sont les nombreuses « histoires de salut » qui racontent non pas ce que l'armée de Sherman a détruit, mais ce qui a été sauvé par les femmes rapides et astucieuses sur le front intérieur, ou de l'appréciation des soldats de l'Union sur la beauté des maisons et le charme des femmes du Sud.

## Dernières batailles
En décembre 1864, Sherman s'empare de la ville portuaire de Savannah avant de quitter la Géorgie en janvier 1865 pour commencer sa campagne des Carolines. Cependant, il y a encore plusieurs petits combats en Géorgie après son départ. Le 16 avril 1865, la bataille de Columbus se déroule à la frontière entre la Géorgie et l'Alabama. En 1935, la législature de l'État déclare officiellement que cet engagement est la « dernière bataille de la guerre entre les États ».

## Retour dans l'Union
La guerre a dévasté la plus grande partie de la Géorgie, avec de nombreux morts et blessés, et l'économie de l'État est en ruine. Les esclaves sont émancipés en 1865 et la reconstruction commence immédiatement après la fin des hostilités. La Géorgie ne rentre dans l'Union que le 15 juin 1870, en tant que dernier des anciens États confédérés à être réadmis.
L'État reste pauvre jusqu'au XXe siècle.

## Sites de la guerre de Sécession en Géorgie

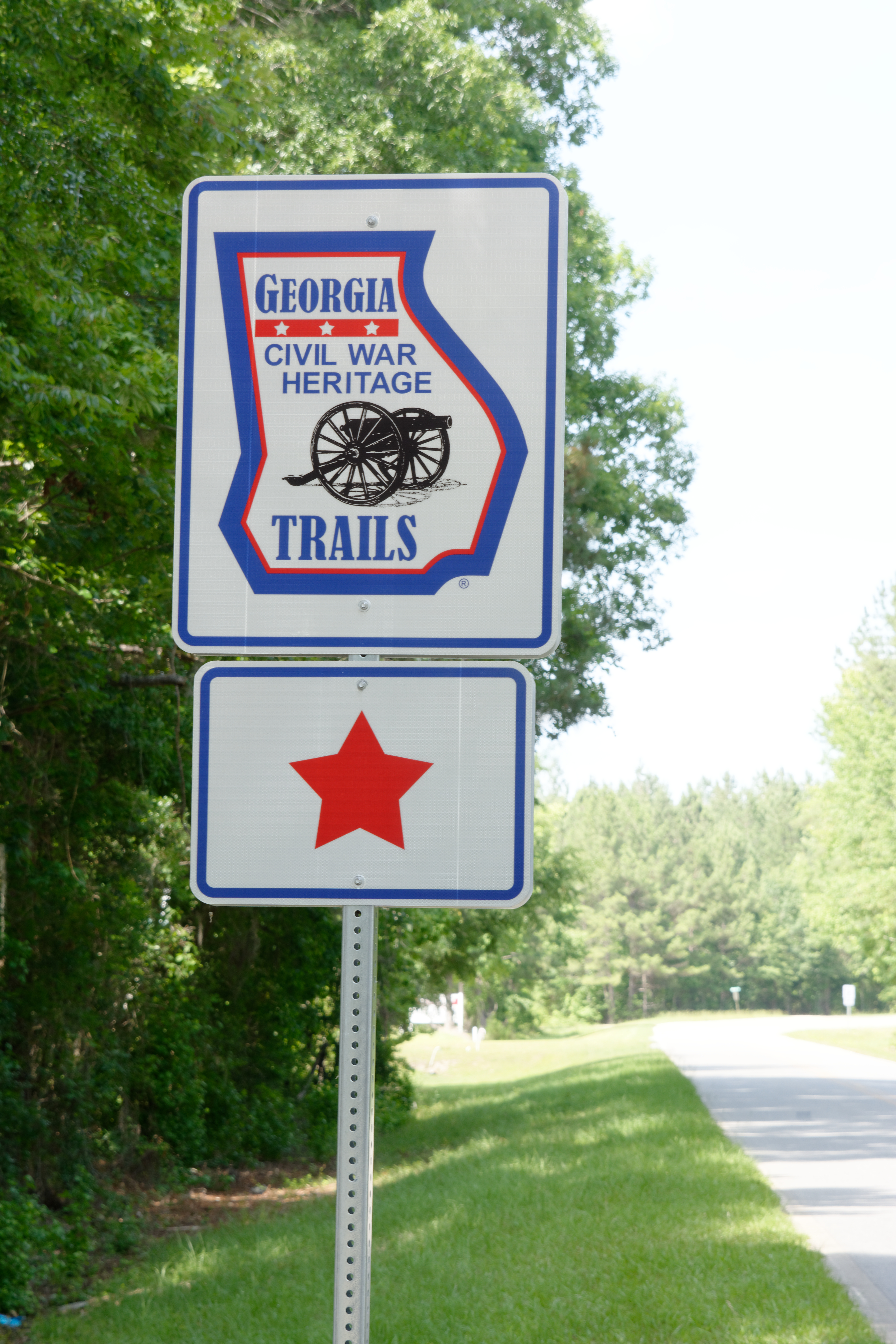
Panneau des pistes

Beaucoup de champs de bataille de la guerre de Sécession en Géorgie, en particulier autour d'Atlanta, ont été perdus avec le développement urbain moderne. Cependant, un certain nombre de sites sont bien préservés, notamment le parc militaire national Chickamauga et Chattanooga et le parc du champ de bataille de Kennesaw Mountain. Stone Mountain, Fort Pulaski et l'Atlanta Cyclorama (en), ainsi que le parc commémoratif confédéré (en) sont d'autres sites liés à la guerre de Sécession.
Un certain nombre de manoirs et de plantations d'avant guerre en Géorgie sont préservés et ouverts au public, en particulier autour d'Atlanta et de Savannah. Certaines parties du chemin de fer occidental et atlantique (en) de l'époque de la guerre de Sécession ont des repères historiques commémorant les événements de la guerre, y compris plusieurs sites associés au raid d'Andrews. Un autre secteur près d'Atlanta lié à l'histoire de guerre de Sécession est le parc d'État de Sweet Water Creek (en) dans le comté de Douglas. L'un des derniers bâtiments debout incendiés par l'armée du général Sherman se trouve à cet endroit, le moulin de New Manchester.

### Sources primaires
- (en) Anne J. Bailey et Walter J. Fraser (Jr.), Portraits of Conflict: A Photographic History of Georgia in the Civil War, University of Arkansas Press, 1996, 410 p. (ISBN 978-1-55728-421-1, lire en ligne)
- (en) Robert Manson Myers, The Children of Pride: A True Story of Georgia and the Civil War, Popular Library, 1972, 1845 p. (lire en ligne)
- (en) Rebel Yell: The Civil War Diray Of John Thomas Whatley, CSA, Bluefish Books (lire en ligne)